# Martin Harvey
Martin Harvey (født 19. september 1941 i Belfast, Nordirland, død 25. november 2019) var en nordirsk fodboldspiller (winghalf).
Harvey spillede 34 kampe og scorede tre mål for Nordirlands landshold. Hans første kamp var en venskabskamp mod Italien i april 1961, hans sidste et opgør mod Wales i maj 1971.
På klubplan spillede Harvey hele sin karriere i England, hvor han repræsenterede Sunderland. Han nåede over 300 kampe for klubben, inden han stoppede karrieren i 1972.